# Tongatapu 3
Tongatapu 3 es un distrito electoral para la Asamblea Legislativa de Tonga. Se estableció para las elecciones generales de noviembre de 2010, cuando los distritos electorales regionales multi-escaños para Representantes Populares fueron reemplazados por distritos electorales de un solo asiento, eligiendo a un representante. Ubicado en la isla principal del país, Tongatapu, abarca partes de Kolofoʻou y Maʻufanga (distritos de la ciudad capital Nukualofa), y la totalidad de las aldeas de Pahu, Amile, Fasi-moe-afi-ʻa-Tungi, Ngeleʻia, Mataika, y Halaleva.
Su primer representante es Sitiveni Halapua, del Partido Democrático de las Islas Amigas. Halapua, un primer parlamentario, derrotó a Clive Edwards, un parlamentario titular y ex vice primer ministro. (No obstante, Edwards fue nombrado posteriormente Ministro de Justicia, obteniendo así un escaño en el Parlamento de oficio). Para las elecciones de 2014, Halapua fue deseleccionada por el partido, que respaldó a Simote Vea como su candidato para reemplazarlo. Vea fue derrotado por el candidato independiente Siaosi Sovaleni, lo que provocó que el DPFI perdiera el escaño.

## Miembro del Parlamento
| Año de Elección | Miembro          | Partido                                 |
| --------------- | ---------------- | --------------------------------------- |
| 2010            | Sitiveni Halapua | Partido Democrático de las Islas Amigas |
| 2014            | Siaosi Sovaleni  | Independiente                           |
| 2017            | Siaosi Sovaleni  | Independiente                           |
| 2021            | Siaosi Sovaleni  | Independiente                           |